# Tito Madi
Chauki Maddi, de nome artístico Tito Madi (Pirajuí, 12 de julho de 1929 – Rio de Janeiro, 26 de setembro de 2018), foi um cantor e compositor brasileiro que teve relativo sucesso durante as décadas de 1950 e 1960 como intérprete e compositor de sambas-canções. Foi gravado por diversos artistas dentro e fora da Bossa Nova e é até hoje lembrado como compositor significativo nas carreiras de vários cantores, como Roberto Carlos e Wilson Simonal. Compositor da geração pré-bossa nova, teve influência sobre o movimento, com sambas-canções de harmonização moderna como "Cansei de Ilusões", "Sonho e Saudade", "Carinho e Amor", "Fracassos de Amor", "Gauchinha Bem-Querer", "Não Diga Não", "Balanço Zona Sul" e seu maior sucesso, "Chove Lá Fora".

## Infância e adolescência
Tito Madi nasceu como Chauki Maddi em 12 de julho de 1929, filho de um casal de libaneses (Nemer Maddi e Cármen Filipe Maddi), tendo quatro irmãos e uma irmã. A família morava nos arredores da cidade e Nemer trabalhava como chacareiro.
Na adolescência, Chauki demonstrou talento para o futebol, sendo convidado a integrar as equipes profissionais do Pirajuí Atlético Clube e depois o Fortaleza Esporte Clube (de Piracicaba).
Interessar-se-ia pela música por influência do pai, que tocava alaúde e iniciou os filhos em vários instrumentos. Chauki furtava o violão do irmão mais velho, Ramez, e tentava aprender a tocar sozinho. Ramez não gostou de descobrir que o irmão tocava seu instrumento escondido, mas por incentivo da mãe, e após ver que Chauki levava jeito, decidiu incentivá-lo a continuar tocando.
Embora na pré-adolescência ele já se apresentasse na escola, nem ele nem a família pensavam em fazer da música sua profissão; seguir a profissão do pai ou abraçar o futebol pareciam ser os dois caminhos que ele poderia escolher.

## Carreira no rádio
Quando ainda contemplava o futebol como possibilidade de trabalho, Chauki e seus irmãos tiveram a ideia de criar o serviço de alto-falantes chamado "A Voz de Pirajuí". Era uma rede de alto-falantes instalados na praça central da cidade que reproduziam músicas dos cantores populares da época (Orlando Silva, Francisco Alves, Francisco Canaro, Gregório Barrios, Carmen Miranda, entre outros). Apresentavam comerciais e liam recados dos ouvintes entre uma sequência de canções e outra.
Em 1946, a Rádio Pirajuí, pertencente às Emissoras Unidas, recebeu permissão para operar e iniciou suas transmissões no dia 23 de janeiro do ano seguinte. Por sua experiência com os alto-falantes, os irmãos Maddi foram contratados para trabalhar na emissora.
Chauki trabalhava como locutor, programador, redator, criador de mensagens publicitárias e cantor. Paralelamente às atividades no rádio, estudou numa Escola Normal com o objetivo de virar professor. Chegou a ser convidado por um amigo em 1954 a lecionar matemática (disciplina que detestava) em Cornélio Procópio, no estado do Paraná, mas no meio da viagem desistiu e decidiu que queria mesmo era continuar em São Paulo para seguir carreira artística.

## Carreira na música

### Primeiros trabalhos no rádio
Na capital do estado, Chauki adotou o nome artístico Tito Madi, sendo Tito um apelido que recebera na infância e Madi apenas uma variação mais breve de seu sobrenome. Tito iniciou uma excursão pelas rádios paulistanas em busca de oportunidades. Conversou com Blota Júnior e Manuel de Nóbrega, mas nenhum deles se entusiasmou com seu trabalho.
Contudo, a filha da dona da pensão onde ele estava na época, que era pianista, ouvi-o cantar ao violão e o convidou a conhecer um primo dela que trabalhava na Rádio Ribeiro Filho. Dias depois, o radialista lhe arranjou um teste com o maestro Georges Henry, da Rádio Tupi. Após mostrar-lhe três composições suas, Tito foi contratado pela emissora, inicialmente de forma voluntária, mas semanas depois com o pagamento de um salário fixo.

### Primeiras gravações
Em 4 de junho de 1954, Tito registrou seu primeiro álbum, gravado com a orquestra de Luis Arruda Paes, contendo "Não Diga Não" e "Pirajuí". O disco, editado pela Continental, faz sucesso e Tito ganha um prêmio de revelação do ano. Buscando mais visibilidade, decide se mudar para o Rio de Janeiro.
Entretanto, por não ser ainda conhecido na então capital brasileira, teve de empreender uma nova rodada de visitas a rádios. Na Rádio Tupi local, consegue um contrato para se apresentar em parceria com Gilvan Chaves, por meio do qual consegue ainda um outro trabalho: o de músico do Scotch Bar.

### "Chove Lá Fora" e ganho de popularidade
Em 1955, participou da festa de aniversário da Rádio Farroupilha e, por ocasião da mesma, compôs "Gauchinha Bem Querer", que ele registraria mais tarde juntamente a seu trabalho mais conhecido, a valsa "Chove Lá Fora". O sucesso do compacto abriu caminho para o lançamento do seu primeiro álbum, intitulado com o nome daquela canção e no qual é acompanhado pelo pianista Ribamar e o seu conjunto. A música teve, ainda, uma versão em inglês, com o nome "It's Raining Outside", gravada por Della Reese e The Platters, e outra em espanhol ("Llueve Afuera"), além de vir a ser regravada pelos mais diversos artistas da época e posteriores.
"Chove Lá Fora" deu um impulso em sua carreira e o transformou na voz do momento. Recebe diversos prêmios de melhor compositor da temporada, prêmio de Disco de Ouro do jornal O Globo e medalhas das Associadas e da Revista do Rádio — esta última recebida das mãos do então presidente do Brasil, Juscelino Kubitschek.
Nessa época, Tito começou a se estabelecer como cantor de boates, iniciando uma bem-sucedida e duradoura parceria com o pianista Ribamar. Depois do Scotch Bar, passou ainda pelo Jirau, Little Club e Cangaceiro.
Em 1959, muda para a gravadora Columbia Records e passa a trabalhar com o maestro Radamés Gnattali. Em 1961, troca novamente de gravadora, indo para a CBS, gravadora na qual passa a trabalhar com o maestro Lyrio Panicali.

### Declínio do samba e últimos anos
Dos anos 60 aos 2000, novos gêneros e movimentos musicais começam a tirar a dominância do samba nas rádios: rock, MPB, Bossa Nova, Jovem Guarda, Tropicália, soul, funk e rap. Tito, contudo, opta por continuar cantando samba, mesmo que isso implique um menor sucesso.
Em 1963, Wilson Simonal grava várias músicas suas nos seus primeiros compactos, culminando com a gravação de Balanço Zona Sul no seu álbum de estréia, Tem "Algo Mais", obtendo êxito radiofônico e tornando-se o primeiro sucesso do cantor carioca. A proximidade com a gravadora de Simonal faz com que Tito mude-se para a EMI-Odeon, continuando a trabalhar com Lyrio Panicalli, mas também com o jovem Eumir Deodato. Ficaria na Odeon até 1976 (com breve passagem na RCA Victor, em 1968), sempre com lançamentos com boas vendagens e compondo novas músicas. A partir desta data, seus discos e músicas inéditas começam a rarear, mas continuava fazendo shows pelo país. Em  2001, lançou Ilhas Cristais. Seu derradeiro disco foi Quero te Dizer que te Amo, de 2015. A cantora Nana Caymmi prepara álbum dedicado ao repertório de Tito, ainda inédito.

## Morte e homenagens
Nos últimos anos de sua vida, Tito lutou contra as sequelas de um AVC, que o deixou incapaz de andar, cantar e compor. Morreu em 25 de setembro de 2018 por complicações de uma pneumonia, agravada por problemas renais.
Quando ainda era vivo, uma rua em Campo Grande, Mato Grosso do Sul, foi batizada em seu nome.

## Discografia
Adaptado da fonte.

### 78 rpm
- 1954 - "Pirajuí" / "Não Digo Não"
- 1955 - "Eu e Você" / "Vem Felicidade"
- 1955 - "Faz Tanto Tempo" / "Canto do Engraxate"
- 1956 - "A Saudade Apertou" / "Senhorita"
- 1957 - "Chove Lá Fora" / "Gauchinha Bem Querer"
- 1957 - "Se Todos Fossem Iguais a Você" / "Quero-te Assim"
- 1958 - "Duas Contas" / "E a Chuva Passou"
- 1958 - "Fracassos de Amor" / "Olha-me, Diga-me"
- 1959 - "Cansei de Ilusões" / "Fui Procurar Distração"
- 1959 - "Fumaças nos Olhos" / "Rio Triste"
- 1959 - "Minha Canção de Amor" / "Pela Rua"
- 1959 - "Menina Moça" / "Carinho e Amor"
- 1960 - "Sonho e Saudade" / "Quando a Esperança Vai Embora"
- 1960 - "Chorou, Chorou" / "É Fácil Dizer Adeus"
- 1961 - "A Menina Sonha Azul" / "Ai de Mim"

### Estúdio
- 1957 - Chove lá Fora
- 1957 - A Saudade Mata a Gente
- 1958 - Sua Voz... Suas Composições
- 1959 - Encontro no Sábado - Um LP para Namorados (em parceria com a cantora Nelly Martins)[carece de fontes?]
- 1959 - Quero-te Assim[carece de fontes?]
- 1959 - ...E a Chuva Continua[carece de fontes?]
- 1960 - Carinho e Amor (em parceria com Ribamar)
- 1960 - Canção dos Olhos Tristes[carece de fontes?]
- 1960 - Romance[carece de fontes?]
- 1961 - Sonho e Esperança[carece de fontes?]
- 1963 - Amor e Paz
- 1963 - Grandes Interpretações
- 1964 - De Amor se Fala[carece de fontes?]
- 1966 - Balanço Zona Sul e outros Sucessos[carece de fontes?]
- 1968 - Em Nova Dimensão[carece de fontes?]
- 1971 - A Fossa
- 1972 - A Fossa Volume 2
- 1973 - A Fossa Volume 3
- 1974 - Canção de Amor - A Fossa Volume 4[carece de fontes?]
- 1976 - Carinho e Amor[carece de fontes?]
- 1987 - Quem É da Noite, Canta
- 1988 - Tempo de Amar
- 1992 - Samba Canção - Série Academia Brasileira de Música - Volume VII (em parceria com a cantora Dóris Monteiro)[carece de fontes?]
- 1995 - Tito Madi
- 2000 - Bis Cantores de Rádio - Tito Madi Disco 1
- 2001 - Ilhas Cristais[carece de fontes?]
- 2002 - Balanço Zona Sul e Outros Sucessos
- 2015 - Quero te Dizer que te Amo[carece de fontes?]

### Ao vivo
- 1985 - Tito Madi na Intimidade - Ao Vivo no Inverno & Verão[carece de fontes?]

### Coletâneas
- 1975 - Dois na Fossa - Maysa & Tito Madi (em parceria com a cantora Maysa)[carece de fontes?]

## Filmografia
Adaptado da fonte.
- 1960 - Amor para Três
- 1961 - Briga, Mulher e Samba
- 1970 - O Donzelo
- 1987 - Besame Mucho